# 5172 Yoshiyuki
5172 Yoshiyuki è un asteroide della fascia principale. Scoperto nel 1987, presenta un'orbita caratterizzata da un semiasse maggiore pari a 2,3134009 UA e da un'eccentricità di 0,1697410, inclinata di 4,79760° rispetto all'eclittica.